# Чкалово (Єршовський район)
Чкалово (рос. Чкалово) — село у Єршовському районі Саратовської області Російської Федерації.
Населення становить 352 особи. Орган місцевого самоврядування — Міуське муніципальне утворення.

## Історія
Населений пункт розташований у межах українського історичного та культурного регіону Жовтий Клин.
Від 23 липня 1928 року в складі Пугачовського округу Нижньо-Волзького краю. Орган місцевого самоврядування від 2004 року — Міуське муніципальне утворення.

## Населення
| 2010 |
| ---- |
| 352  |